# Лоуренс, Кемар
Кемар Майкл Лоуренс (англ. Kemar Michael Lawrence; род. 17 сентября 1992, Кингстон, Ямайка) — ямайский футболист, защитник сборной Ямайки.

## Клубная карьера
Лоуренс начал карьеру в клубе «Харбор-Вью». В составе команды он дважды стал чемпионом Ямайки.
16 марта 2015 года Лоуренс перешёл в клуб MLS «Нью-Йорк Ред Буллз». В главной лиге США он дебютировал 22 марта в матче против «Ди Си Юнайтед». 18 октября в поединке против «Филадельфии Юнион» Кемар забил свой первый гол в MLS. В апреле 2018 года он получил грин-карту и в MLS перестал считаться иностранным игроком. 25 сентября 2018 года Лоуренс подписал новый многолетний контракт с «Нью-Йорк Ред Буллз». По итогам сезона 2018, в котором «Нью-Йорк» пропустил наименьшее количество голов в лиге — 33, он был включён в символическую сборную MLS. Лоуренс был отобран на Матч всех звёзд MLS 2019, где команда звёзд лиги встретилась с испанским «Атлетико Мадрид».
31 января 2020 года Лоуренс перешёл в клуб чемпионата Бельгии «Андерлехт», подписав контракт на 2,5 сезона. По сведениям прессы сумма трансфера составила 1,25 млн евро. За «Андерлехт» он дебютировал 7 марта в матче против «Зюлте-Варегема», сыграв четыре минуты. 28 февраля 2021 года в матче против «Стандард Льежа» он забил свой первый гол за «Андерлехт».
7 мая 2021 года Лоуренс перешёл в «Торонто», подписав контракт до конца сезона 2024. За канадский клуб он дебютировал 12 мая в матче против «Коламбус Крю», выйдя на замену во втором тайме. 7 июля в матче против «Нью-Инглэнд Революшн» он забил свой первый гол за «Торонто». Перед сезоном 2022 он не участвовал в предсезонном сборе «Торонто», так как клуб работал над его продажей.
17 марта 2022 года Лоуренс был обменян в «Миннесоту Юнайтед» на права в MLS на Шона О’Херна и условные $50 тыс. в общих распределительных средствах в зависимости от достижения определённых показателей. За «гагар» он дебютировал 2 апреля в матче против «Сиэтл Саундерс», выйдя на замену во втором тайме вместо Брента Коллмана. 8 июля в матче против «Ванкувер Уайткэпс» он забил свой первый гол за «Миннесоту Юнайтед». 3 августа 2023 года Лоуренс и «Миннесота Юнайтед» расторгли контракт по обоюдному согласию сторон.

## Международная карьера
16 ноября 2013 года в товарищеском матче против сборной Тринидада и Тобаго Кемар дебютировал за сборную Ямайки. 10 сентября в поединке против сборной Канады Лоуренс забил свой первый гол за национальную команду. В 2014 году Кемар помог сборной выиграть Карибский кубок.
Летом 2015 года Лоуренс попал в заявку сборной на участие в Кубке Америки в Чили. На турнире он сыграл в матчах против Уругвая, Парагвая и Аргентины.
В том же году Кемар принял участие в Золотом кубке КОНКАКАФ. На турнире он сыграл в матчах против команд Гаити, Канады, Сальвадора, Коста-Рики, Мексики и США.
В 2017 году Лоуренс во второй раз подряд стал серебряным призёром Золотого кубка КОНКАКАФ. На турнире он сыграл в матчах против команд Кюрасао, Сальвадора, Канады, США и дважды Мексики. В поединке против мексиканцев Кемар забил гол. Он был выбран в символическую сборную турнира.
Лоуренс был включён в состав сборной Ямайки на Золотой кубок КОНКАКАФ 2019.
Был включён в состав сборной на Золотой кубок КОНКАКАФ 2021.
Был включён в состав сборной на Золотой кубок КОНКАКАФ 2023.

### Голы за сборную Ямайки
| #  | Дата             | Место                                            | Противник         | Счёт | Результат | Соревнование                |
| -- | ---------------- | ------------------------------------------------ | ----------------- | ---- | --------- | --------------------------- |
| 1. | 10 сентября 2014 | Бимо Филд, Торонто, Канада                       | Канада            | 0:1  | 3:1       | Товарищеский матч           |
| 2. | 15 ноября 2014   | Монтего-Бей Спортс Комплекс, Монтего-Бей, Ямайка | Антигуа и Барбуда | 1:0  | 3:0       | Карибский кубок 2014        |
| 3. | 23 июля 2017     | Роуз Боул, Пасадина, США                         | Мексика           | 0:1  | 0:1       | Золотой кубок КОНКАКАФ 2017 |

## Достижения
Командные
 «Харбор-Вью»
- Чемпион Ямайки: 2009/10, 2012/13

 «Нью-Йорк Ред Буллз»
- Победитель регулярного чемпионата MLS: 2015, 2018

 Ямайка
- Победитель Карибского кубка: 2014
- Серебряный призёр Золотого кубка КОНКАКАФ: 2015, 2017

Индивидуальные
- Член символической сборной MLS: 2018
- Член символической сборной Золотого кубка КОНКАКАФ: 2017
- Участник Матча всех звёзд MLS: 2019